# Fritz Andreas Schubert
Fritz Andreas Schubert (* 24. Juli 1913 in Dortmund; † 4. Januar 1991 in Siegen) war ein deutscher Buchdrucker, Bibliothekar und Maler.
Nach dem Besuch der Volksschule begann Schubert eine vierjährige Ausbildung als Buchdrucker bei der Dortmunder Firma Crüwell. Er trat der Sozialistischen Arbeiterjugend bei und schloss dort eine lebenslang dauernde Freundschaft mit Hans Kreutzberger. Er nahm am Vagabundenkongress 1929 in Stuttgart und 1932 an dem in Hamburg teil. 1936 emigrierte er in die Schweiz. Er zog durch das Land, erhielt finanzielle Unterstützung von der Buchdruckergewerkschaft und verdiente zusätzlich Geld durch den Verkauf seiner Aquarelle, musste aber 1936 nach Deutschland zurückkehren, weil er keine Aufenthaltsgenehmigung erhielt. In Dortmund fand er wieder eine Anstellung bei der Firma Crüwell. Er wurde Soldat im Zweiten Weltkrieg und war von 1939 bis Kriegsende in Russland eingesetzt. Nach der Rückkehr aus der Kriegsgefangenschaft 1945 arbeitete er erneut kurze Zeit als Buchdrucker, ehe es ihm ein Stipendium ermöglichte, eine Ausbildung zum Bibliothekar am Lehrinstitut in Köln abzuschließen. Von 1950 bis 1953 war er als Bibliothekar in der Stadtbibliothek Dortmund angestellt, er wechselte als Werkbibliothekar nach Siegen und übernahm 1965 bis zur Pensionierung 1977 die Siegerlandbücherei des Kreises Siegen.
Er pflegte Freundschaften mit Malern und Schriftstellern der Arbeiter- und Vagabundenbewegung, darunter Hans Tombrock, Gregor Gog, Hans Bönnighausen, Fritz Hüser, Paul Polte, Erich Grisar, Bernd und Charlotte Temming und viele andere. Durch seine Freunde in der Vagabundenbewegung angeregt, kam Schubert als Autodidakt zur Malerei. Er stellte seine Werke in verschiedenen Städten des Ruhrgebietes sowie in Stuttgart und Marburg aus.
Fritz Andreas Schuberts Teilnachlass befindet sich im Fritz-Hüser-Institut in Dortmund. Das Findbuch ist online einsehbar.